# Rickard Näslin
Karl Ivar Rickard Näslin, född 24 september 1947 i Frösö församling, Jämtlands län, är en svensk folkmusiker. Riksspelman. Kompositör av spelmanslåtar. Skivproducent. Medlem i Leikstulaget. Ledare för Östersunds spelmanslag. Lärare vid Birka folkhögskola.

## Skivor
- Leikstulaget: Mitt uti Jämtland (LP 1977)
- Leikstulaget: Som fjällbäckens porlande (LP 1989)
- Richard Näslin & Göran Andersson: Spelmanslåtar från östra Jämtland (LP)
- Richard Näslin & Göran Andersson: Lapp-Nils (LP) - Läs om Lapp-Nils
- Östersunds spelmanslag: Ömse drag (CD)
- Östersunds spelmanslag: Ense stråk (CD)
- Östersunds spelmanslag, Triakel, Lasse Sörlin, Ville Roempke mfl: Folkmusik från Jämtland (CD)
- Östersunds spelmanslag: Spelmanslåtar från Rödöbygden (CD)
- Östersunds spelmanslag: Rödölåtar (CD)